# Varga György (közgazdász)
Varga György (Budapest, 1932. február 14. –) magyar közgazdász, címzetes egyetemi docens.

## Életpályája
1950–1954 között a Marx Károly Közgazdaságtudományi Egyetem hallgatója volt. 1954–1957 között a SZOT Iskola politikai gazdaságtani tanszékének tanársegéde volt. 1957-ben a Gazdasági Figyelő munkatársa volt. 1958–1985 között a Figyelő című hetilap alapító-rovatvezetője, 1985–1995 között főszerkesztője volt. 1967–1968 között a Harvard Business School diákja volt. 1977-ben és 1989-ben az USA-ban tanult. 1987-ben a Szovjetunió Kommunista Pártjának Társadalomtudományi Akadémiáján tanult. 1990–1998 között a Magyar-Amerikai Vállalkozási Alap igazgatóságának tagja volt. 1991–1993 között a Business Week magyar nyelvű kiadásának főszerkesztőjeként dolgozott. 1995 óta az Első Magyar Alapot kezelő Róna és Társai Rt. ügyvezető igazgatója, az igazgatóság tagja.

## Művei
- Az amerikai business. Vállalati stratégia és management; Közgazdasági és Jogi Kiadó, Budapest, 1970
- A japán business. Irányítás és vezetés; Kossuth, Budapest, 1972
- Brazília gazdasága; Közgazdasági és Jogi, Budapest, 1976
- Vállalkozók Amerikája; Közgazdasági és Jogi, Budapest, 1990
- Varga György–Nebehaj József: A külkereskedelmi tevékenység ellenőrzése; Saldo, Budapest, 1994 (Módszertani segédlet Adó- és Pénzügyi Ellenőrzési Hivatal Vizsgálati Módszertani Bizottsága)

## Díjai, elismerései
- Munka Érdemrend arany fokozata (1976)
- Rózsa Ferenc-díj (1982)
- Közgazdász-díj (MTA) (1987)
- Magyar Köztársasági Érdemrend kiskeresztje (1996)
- Közgazdász-díj (1987)